# 하야부사 (열차)
하야부사(일본어: はやぶさ)는 일본 도호쿠 신칸센과 홋카이도 신칸센의 열차 애칭 중 하나로, E5계, H5계로 운용되는 속달형 열차이다. 열차 등급을 표시하는 고유색은 녹색이다. 신칸센 최초의 그랜클래스가 도입된 열차로 승무원이 접대한다. 현재 고마치로 운행 중인 E6계와 모리오카까지 중련 운행한다.

## 역사

### 일본국유철도시절
1958년 10월 1일에 개통된 하야부사는 원래 후지와 같은 침대 특급 열차였으며, 도쿄 ~ 구마모토 (1997년까지는 니시가고시마(현재의 가고시마추오)) 간을 운행하였다. 1960년 7월 20일에 20계 객차를 도입했다. 도쿄 ~ 시모노세키까지는 EF66이, 시모노세키 ~ 모지까지 EF81이, 모지 ~ 가고시마 간은 ED76이 견인했다. 후지와 병결하고 다녔으며 후지는 오이타 방면으로 빠지고 하야부사만 니시가고시마로 간다.
1975년 3월 9일에 24계 객차를 도입했다.
1993년 3월 다이야 개정으로 식당차가 폐지되었다. 1999년 12월 4일에 토스까지 사쿠라와 중련 운행을 시작했다.
2005년 3월 1일에 하야부사와 중련 운행을 했던 사쿠라 폐지되면서 모지까지 후지와 중련 운행을
시작했다. 하지만 신칸센이 줄줄이 개통되고 항공 교통에 밀리는 등 이용객이 감소되면서 후지는 1980년 미야자키로 단축된 이후 미나미미야자키로 다시 연장 되었다가 1997년에 오이타까지로 운행 구간이 축소되었고, 2009년 3월 14일 다이야 개정으로 후지 등급과 함께 폐지되었다.

### 신칸센 시절
이후 동일본 여객철도가 고속 주행용의 신칸센 E5계 전동차를 출시하였으며, E5계의 애칭을 하야부사로 정하였다. 사쿠라로 하자는 의견도 있었지만 사쿠라는 신오사카 ~ 가고시마추오 간을 운행하는 열차에 붙게 되어 하야부사를 쓰게 되었다.
동일본 여객철도 측은 민간에 애칭을 공모하기도 하였는데, E5계의 도색이 하츠네 미쿠를 연상시키는 바람에 '하쓰네'(하츠네)로 하자는 의견이 압도적으로 높았고, 이에 반발하는 세력이 비슷한 이름인 '하쓰카리'에 힘을 실어서 결국 하쓰카리가 1위를 차지했다. 그러나 예상 밖으로, 당시 7위였던 '하야부사'로 결정이 되었다.
2011년 3월 5일에 왕복 3회 운전을 시작했다. 당시 도쿄 ~ 센다이 구간 1회 왕복 및 신아오모리 2회 왕복 운행을 했다. 같은 해 3월 11일에 도호쿠 지방 태평양 해역 지진으로 인해 오후부터 운행이 중단되었다. 2013년 3월에 E6계 차량 도입되면서 고마치 등급의 열차와 중련 운행을 시작했다. 2014년 3월 다이야 개정으로 최고 영업 속도가 320km로 증가했다.
2015년에 다이야 개정과 함께 그린샤 서비스를 종료하였다.
2016년 3월 26일 홋카이도 신칸센 개통되면서, H5계 차량을 도입했고 도쿄에서 센다이, 모리오카 등에서 출발하여 신하코다테호쿠토까지 운행을 개시하였다. 2017년 3월 4일에 다이야 개정으로 도쿄 ~ 센다이 왕복 1회가 증회되었고 같은 해 7월에 오미야 시종착하는 임시 열차를 운행하기 시작했다. 2018년 3월 17일 다이야 개정으로 도쿄 ~ 모리오카 구간 운행 시 하야테 4회 운행 분이 하야부사로 변경되었고 2019년 3월 16일 다이야 개정으로 하야테 119호(도쿄 ~ 모리오카) 1회 운행 분도 하야부사로 통합되었다.

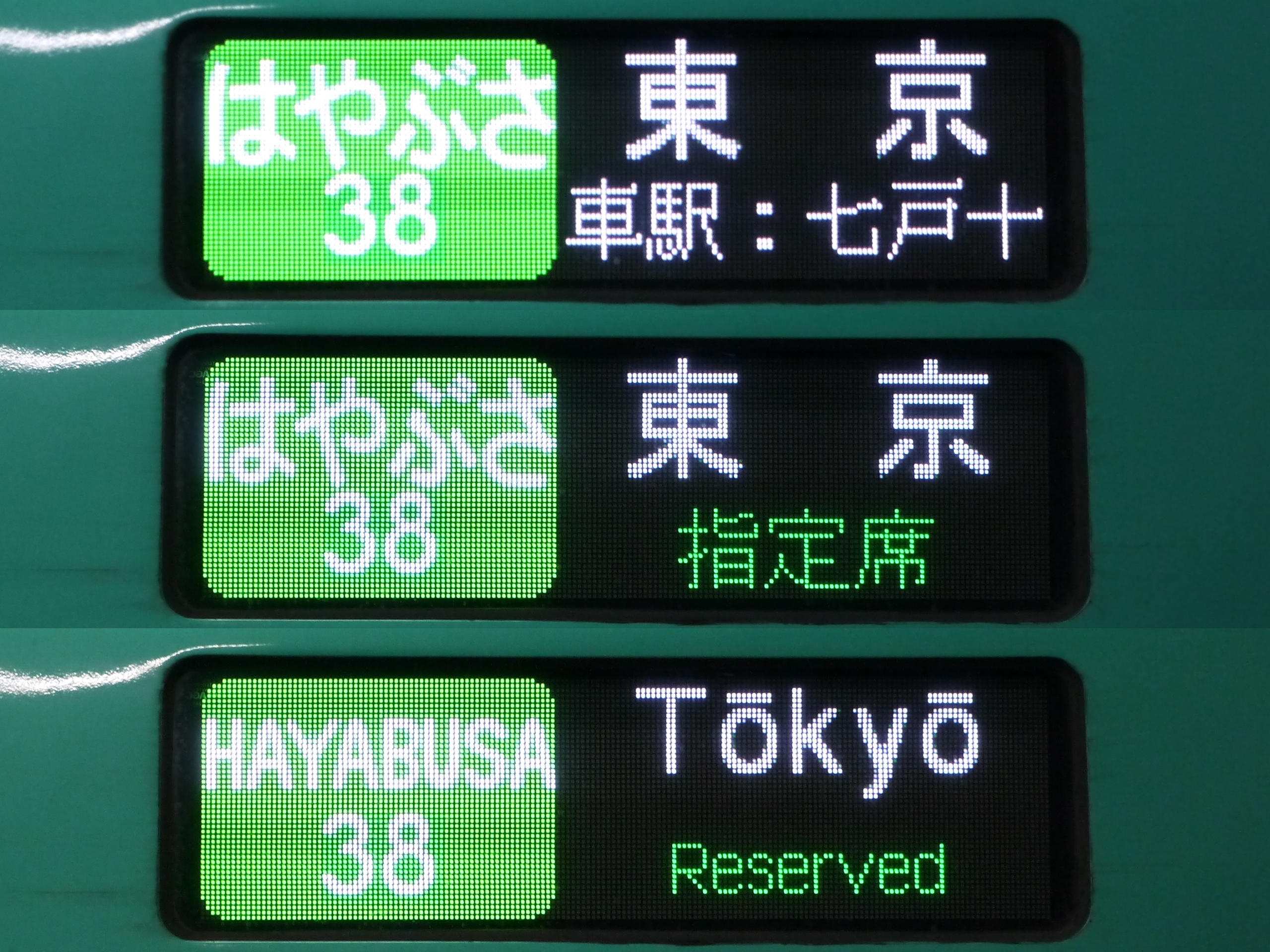
하야부사 E5계 행선지

## 운행 현황
| 운행 노선         | 열차 번호     | 운행 구간                 | 차량      | 비고                                                |
| ----------------- | ------------- | ------------------------- | --------- | --------------------------------------------------- |
| 도호쿠 & 홋카이도 | 1호 ~ 42호    | 도쿄 ~ 신하코다테호쿠토   | E5계 H5계 | 일부 시간대 센다이, 모리오카, 신아오모리에서 시종착 |
| 도호쿠 & 홋카이도 | 95호, 96호    | 센다이 ~ 신하코다테호쿠토 | E5계 H5계 |                                                     |
| 도호쿠 & 홋카이도 | 101호 ~ 112호 | 도쿄 ~ 모리오카           | E5계 H5계 |                                                     |

## 정차역
기본적으로 도쿄, 우에노, 오미야, 센다이, 모리오카, 하치노헤, 신아오모리에 정차하며 일부 편성은 오미야와 하치노헤를 통과하기도 한다. 또한, 일부 편성은 모리오카부터 북쪽의 구간에서 각역정차로 운행하여 이와테누마쿠나이, 니노헤, 시치노헤토와다에 추가로 정차하기도 한다.
| 운행 횟수                      | 도쿄 | 우에노 | 오미야 | 오야마 | 우쓰노미야 | 나스시오바라 | 신시라카와 | 고리야마 | 후쿠시마 | 시로이시자오 | 센다이 | 후루카와 | 구리코마코겐 | 이치노세키 | 미즈사와에사시 | 기타카미 | 신하나마키 | 모리오카 | 이와테누마쿠나이 | 니노헤 | 하치노헤 | 시치노헤토와다 | 신아오모리 | 오쿠쓰가루이마베쓰 | 기코나이 | 신하코다테호쿠토 | 비고 |
| ------------------------------ | ---- | ------ | ------ | ------ | ---------- | ------------ | ---------- | -------- | -------- | ------------ | ------ | -------- | ------------ | ---------- | -------------- | -------- | ---------- | -------- | ---------------- | ------ | -------- | -------------- | ---------- | ------------------ | -------- | ---------------- | --- |
| 하행 2회 상행 2회              | ●    | ■      | ●      | ↔      | ↔          | ↔            | ↔          | ↔        | ↔        | ↔            | ●      | ↔        | ↔            | ↔          | ↔              | ↔        | ↔          | ●        | ↔                | ↔      | ↔        | ↔              | ●          | ↔                  | ■        | ●                | 상행 1회 우에노, 기코나이 정차                                                                                 |
| 하행 4회 상행 3회              | ●    | ●      | ●      | ↔      | ↔          | ↔            | ↔          | ↔        | ↔        | ↔            | ●      | ↔        | ↔            | ↔          | ↔              | ↔        | ↔          | ●        | ↔                | ↔      | ↔        | ↔              | ●          | ■                  | ■        | ●                | 하행 1회 오쿠쓰가루이마베쓰 무정차 하행 2회, 상행 1회 오쿠쓰가루이마베쓰, 기코나이 무정차                      |
| 하행 4회 상행 5회              | ●    | ●      | ●      | ↔      | ↔          | ↔            | ↔          | ↔        | ↔        | ↔            | ●      | ↔        | ↔            | ↔          | ↔              | ↔        | ↔          | ●        | ■                | ●      | ●        | ●              | ●          | ■                  | ■        | ●                | 하행 1회, 상행 2회 이와테누마쿠나이 무정차 상행 2회 오쿠쓰가루이마베쓰, 기코나이 무정차                        |
| 하행 1회 상행 3회              | ●    | ■      | ●      | ↔      | ↔          | ↔            | ↔          | ↔        | ↔        | ↔            | ●      | ↔        | ↔            | ■          | ↔              | ↔        | ↔          | ●        | ↔                | ↔      | ●        | ↔              | ●          |                    |          |                  | 상행 1회 우에노 무정차 하행 1회 우에노, 이치노세키 정차                                                        |
| 하행 6회 상행 5회              | ●    | ■      | ●      | ↔      | ↔          | ↔            | ↔          | ↔        | ↔        | ↔            | ●      | ■        | ↔            | ■          | ↔              | ■        | ↔          | ●        | ■                | ●      | ●        | ●              | ●          |                    |          |                  | 상행 1회 우에노 무정차 하행 1회 후루카와, 이치노세키, 기타카미 정차 하행 1회, 상행 2회 이와테누마쿠나이 무정차 |
| 하행 6회 상행 6회              | ●    | ●      | ●      | ↔      | ↔          | ↔            | ↔          | ↔        | ↔        | ↔            | ●      | ●        | ●            | ●          | ●              | ●        | ●          | ●        |                  |        |          |                |            |                    |          |                  | 하루 12회 왕복 운행                                                                                            |
| 하행 1회 상행 1회              | ●    | ■      | ●      | ↔      | ↔          | ↔            | ↔          | ↔        | ↔        | ↔            | ●      | ↔        | ↔            | ↔          | ↔              | ↔        | ↔          | ●        |                  |        |          |                |            |                    |          |                  | 하루 2회 왕복 운행                                                                                             |
| 하행 3회 상행 2회              | ●    | ↔      | ●      | ↔      | ↔          | ↔            | ↔          | ↔        | ↔        | ↔            | ●      |          |              |            |                |          |            |          |                  |        |          |                |            |                    |          |                  | 하루 5회 왕복 운행                                                                                             |
| 하행 1회 상행 1회              |      |        |        |        |            |              |            |          |          |              | ●      | ●        | ●            | ●          | ●              | ●        | ●          | ●        | ●                | ●      | ●        | ●              | ●          | ↔                  | ↔        | ●                | 하루 2회 왕복 운행                                                                                             |
| ●＝정차；■＝일부 정차；↔＝통과 |      |        |        |        |            |              |            |          |          |              |        |          |              |            |                |          |            |          |                  |        |          |                |            |                    |          |                  | |

### E5계·H5계

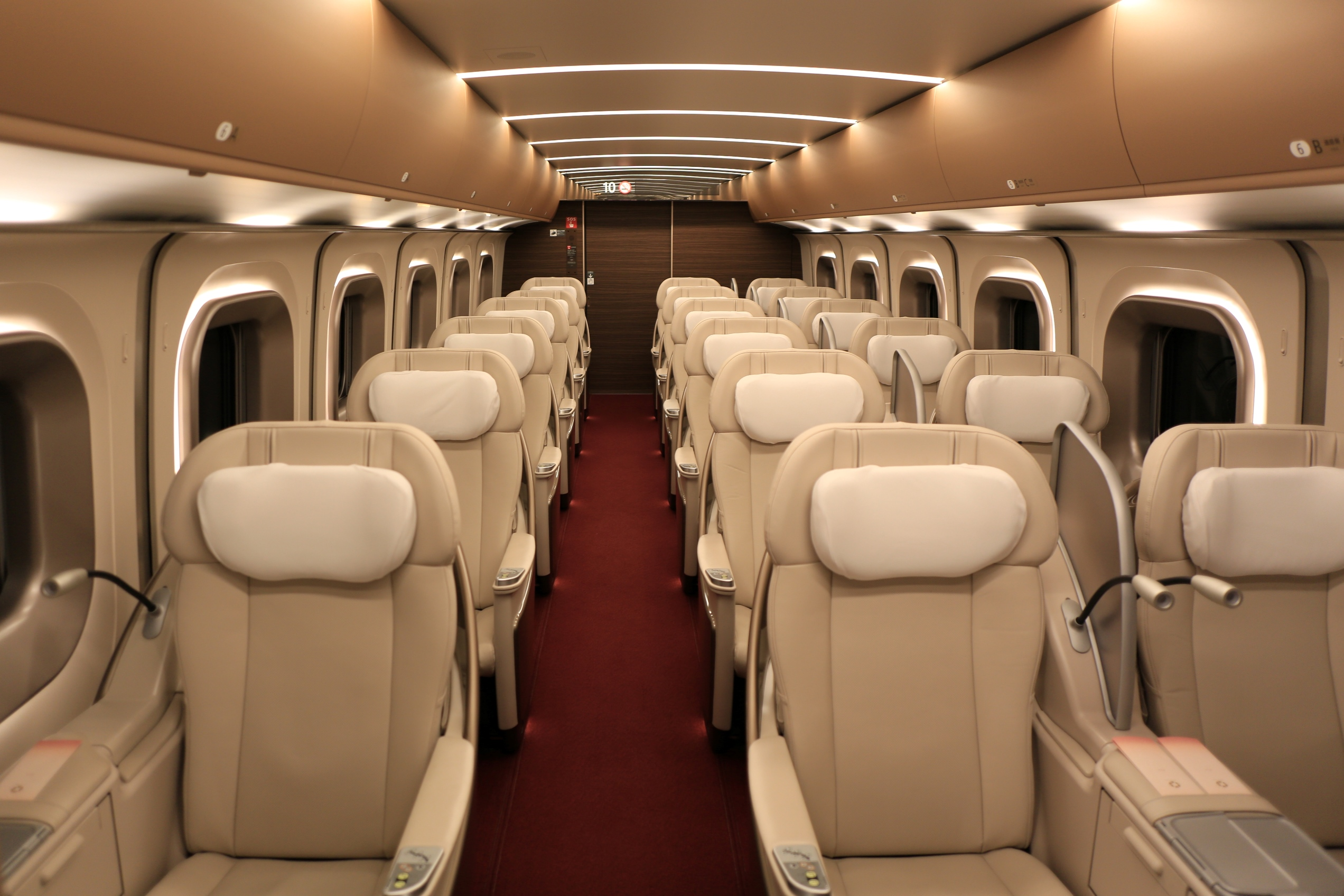
10호차 그랜클래스
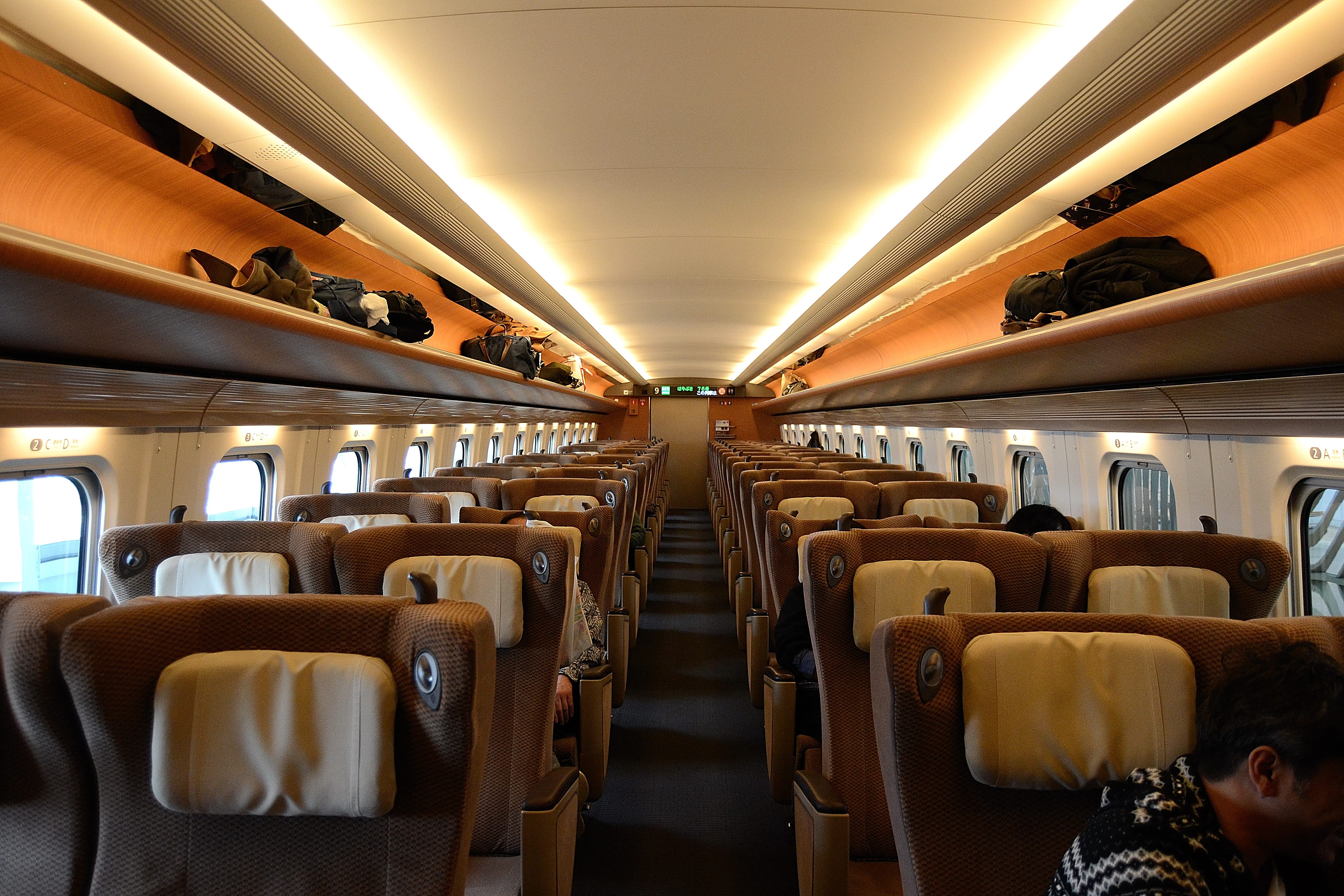
9호차 그린차
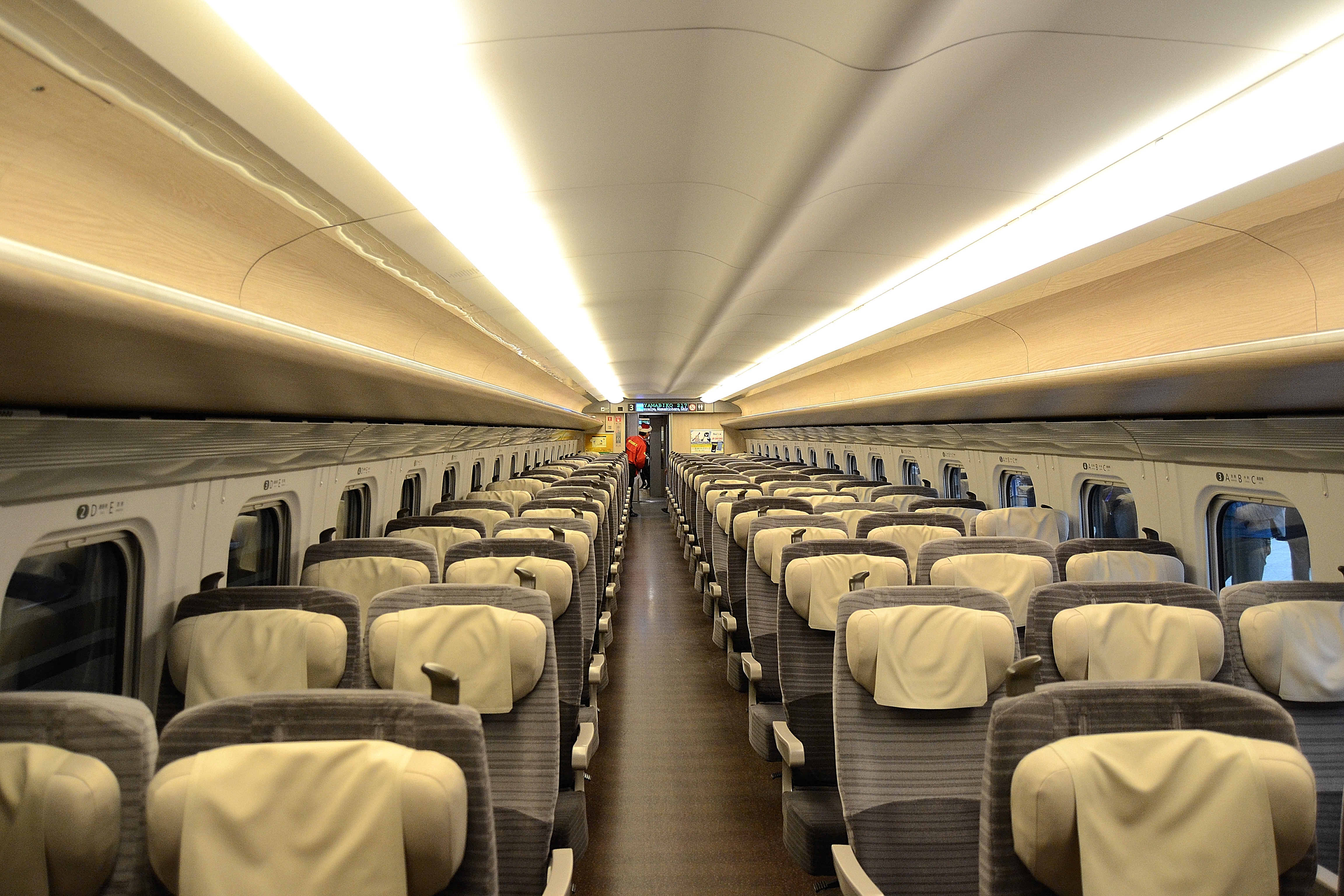
3호차 지정석
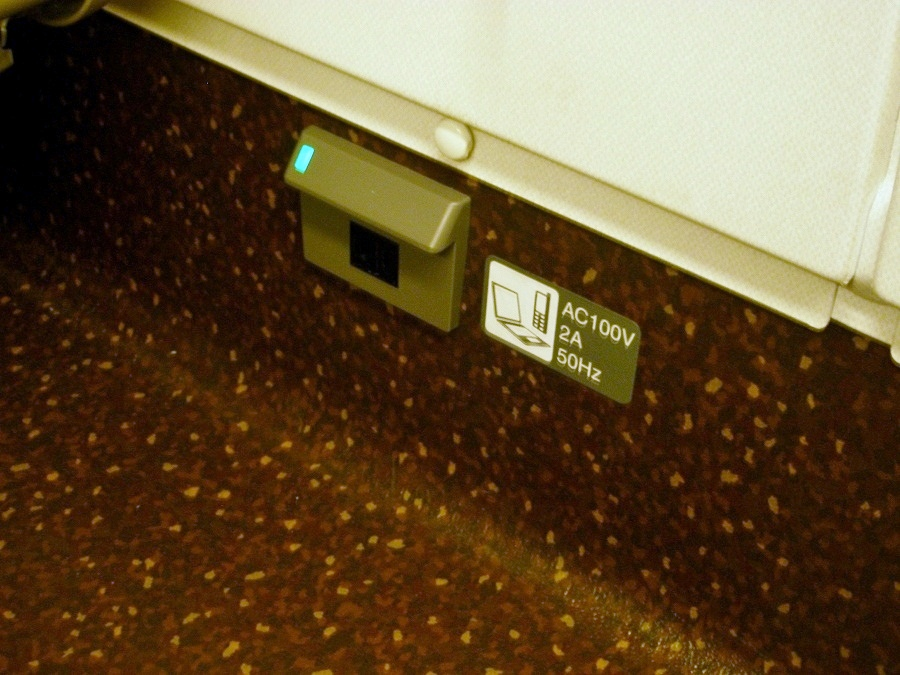
E5계 콘센트

## 운행 열차

### 현재 운행하는 열차
- E5계
- H5계

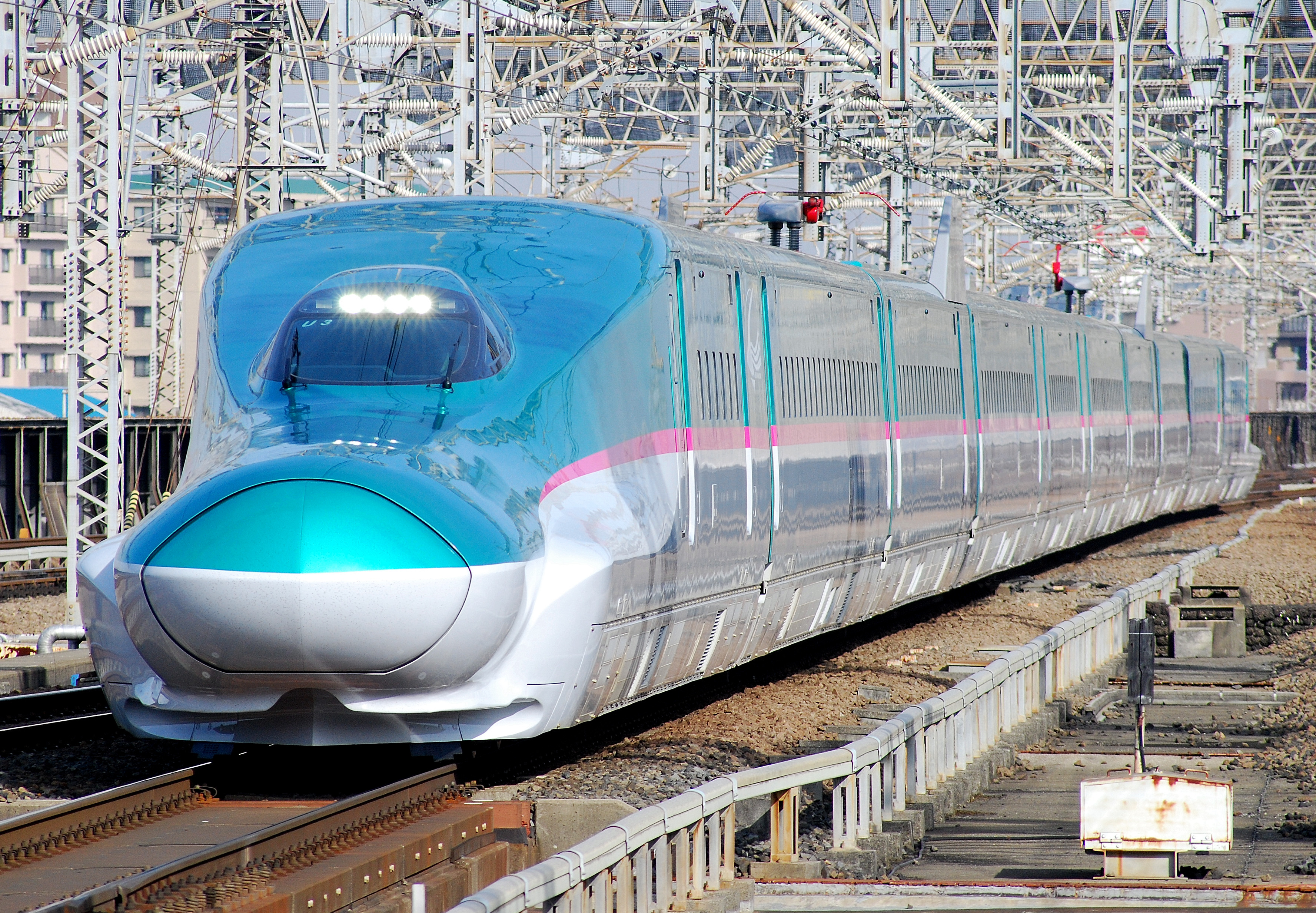
신칸센 E5계
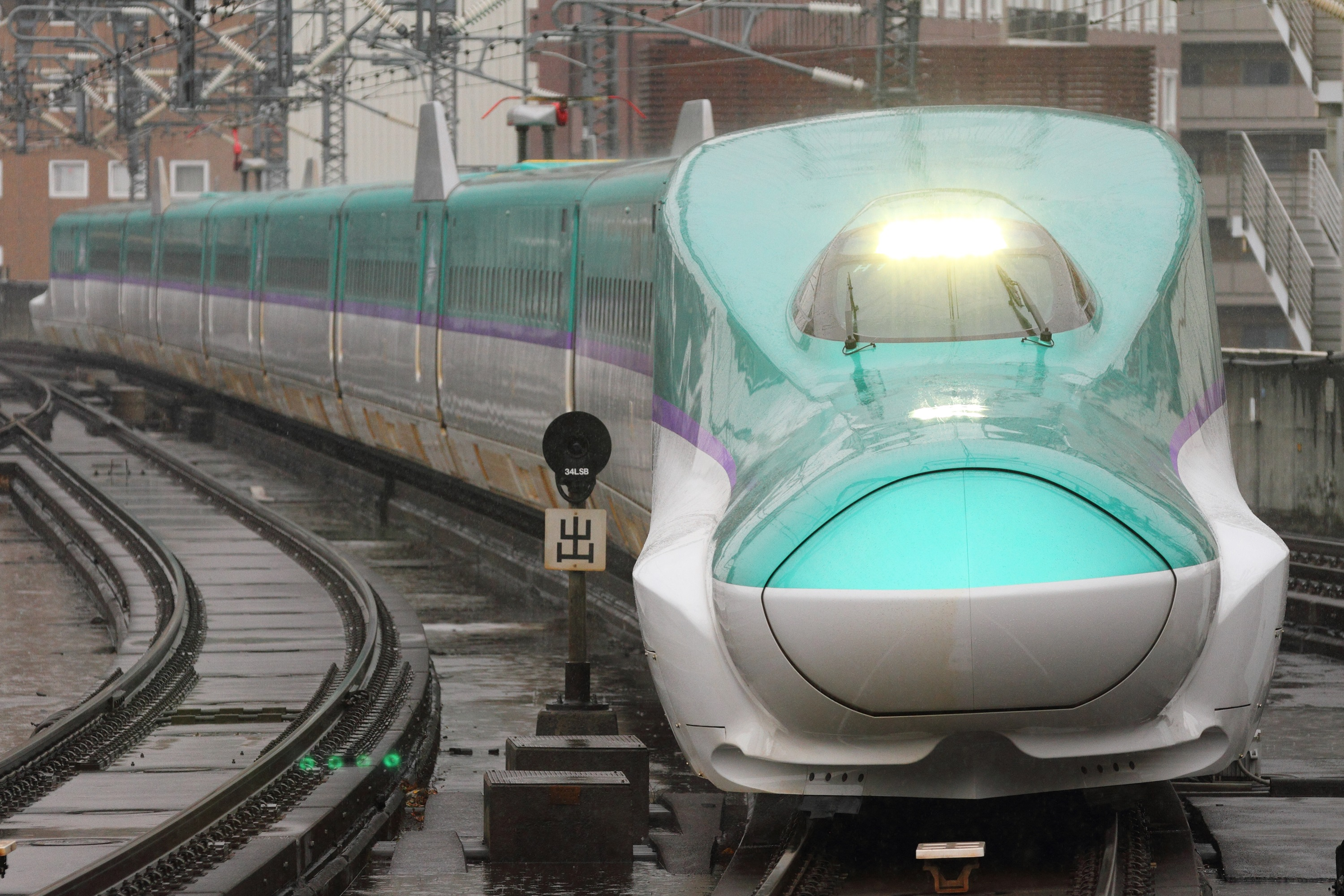
신칸센 H5계

### 퇴역 및 과거 운행 열차
일본국유철도 시절

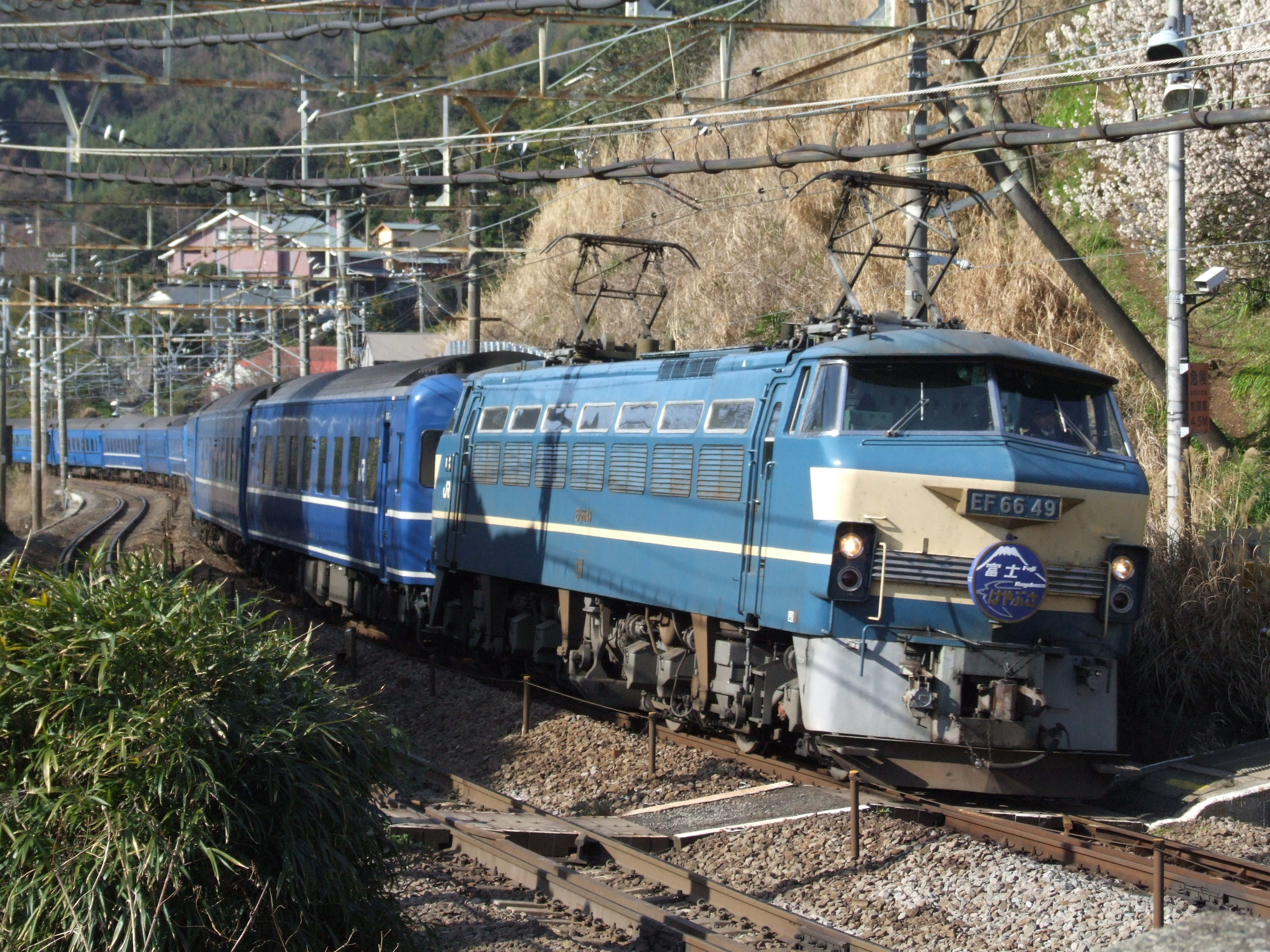
EF60형 500번대
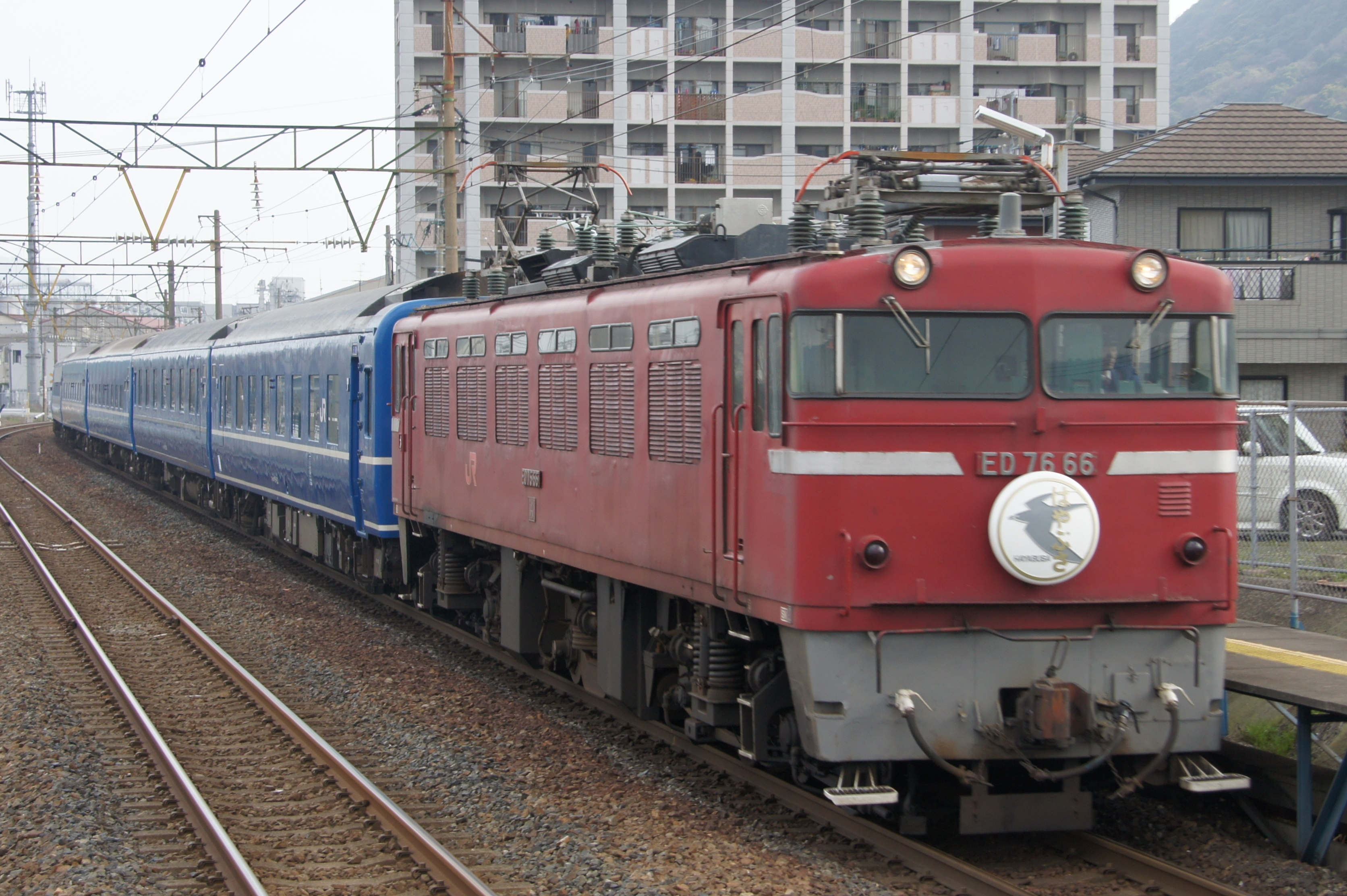
EF65형 500번대
- EF65형 1000번대[1]
- EF66형[1]
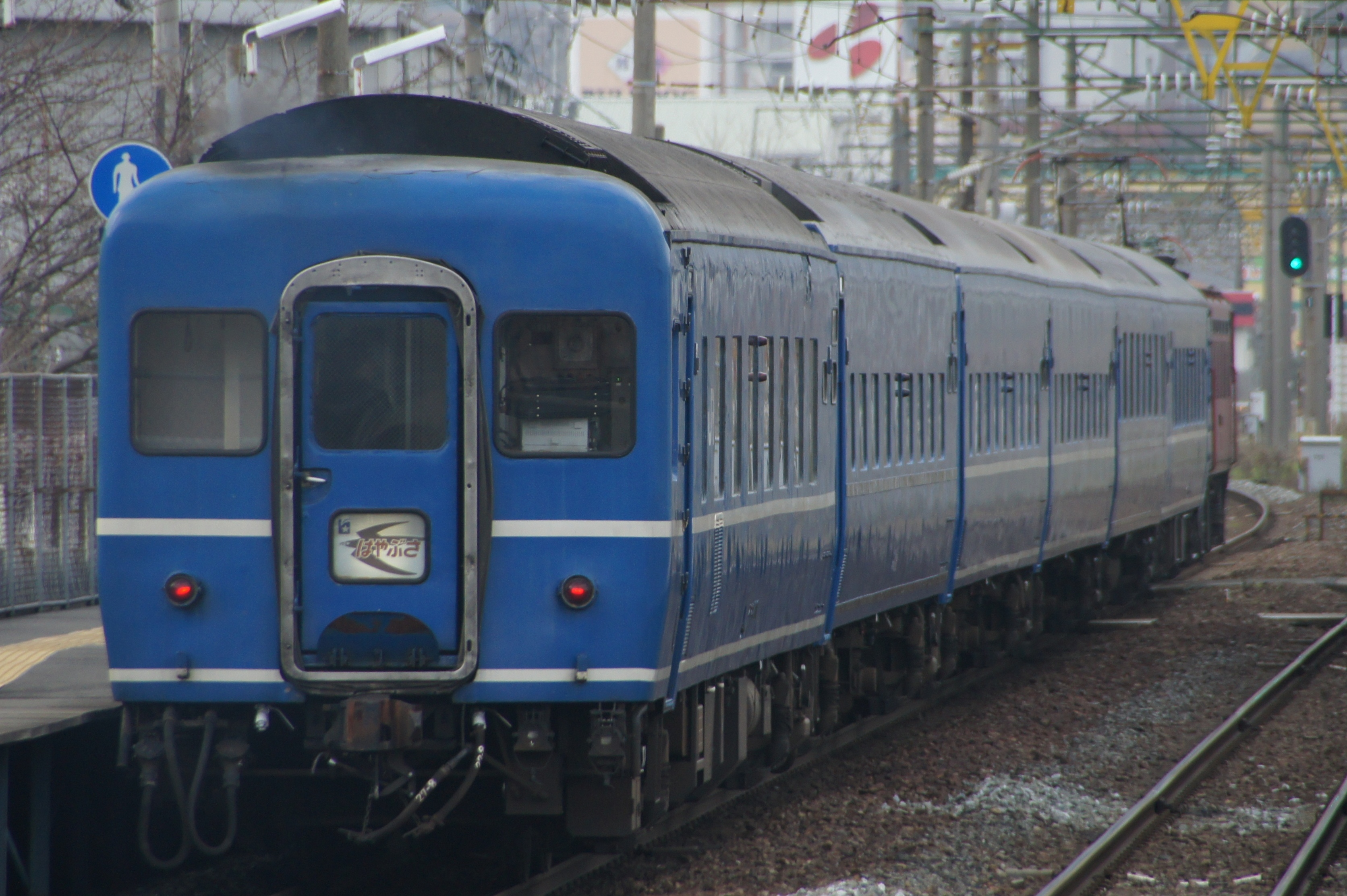
14계
- 24계
- 25계

- EF66형
- EF76형
- 14계

## 객차 구성

### E5계·H5계[16][17]
| 호차 | 1      | 2      | 3      | 4      | 5                | 6      | 7      | 8      | 9           | 10         |
| ---- | ------ | ------ | ------ | ------ | ---------------- | ------ | ------ | ------ | ----------- | ---------- |
| 좌석 | 지정석 | 지정석 | 지정석 | 지정석 | 지정석           | 지정석 | 지정석 | 지정석 | 그린차      | 그랜클래스 |
| 시설 |        |        | 전화   |        | 전화 장애인 시설 |        |        |        | 장애인 시설 |            |

- 10호차 그랜클래스
- 9호차 그린차
- 3호차 지정석
- E5계 콘센트

## 같이 보기
- 도호쿠 신칸센
- 블루트레인 (일본)
- 고속철도